# Libyogomphus mamfei
Libyogomphus mamfei – gatunek ważki z rodziny gadziogłówkowatych (Gomphidae). Znany tylko ze starych stwierdzeń z dwóch stanowisk w okolicach Mamfé w zachodnim Kamerunie.